# Knema andamanica
Knema andamanica är en tvåhjärtbladig växtart. Knema andamanica ingår i släktet Knema och familjen Myristicaceae.

## Underarter
Arten delas in i följande underarter:
- K. a. andamanica
- K. a. nicobarica
- K. a. peninsularis